# Gamma (éclipse solaire)
 (février 2021).
Si vous disposez d'ouvrages ou d'articles de référence ou si vous connaissez des sites web de qualité traitant du thème abordé ici, merci de compléter l'article en donnant les références utiles à sa vérifiabilité et en les liant à la section « Notes et références ».
Pour les articles homonymes, voir Gamma (homonymie).

Sur ce schéma, le cône d'ombre de la Lune frappe la Terre depuis la droite. Le segment rouge est la distance entre à l'axe de ce cône et le centre de la Terre. Le gamma est le rapport entre cette distance et le rayon équatorial de la Terre.

Le gamma (noté γ) d'une éclipse solaire est une valeur numérique décrivant la position de l'ombre de la Lune par rapport au centre de la Terre lors d'un tel événement.

## Définition
L'ombre de la Lune, éclairée par le Soleil, forme un cône. Lors d'une éclipse solaire non-partielle, ce cône passe sur la surface de la Terre (lors d'une éclipse partielle, seule la pénombre atteint la planète). Le gamma d'une éclipse est alors défini comme étant le rapport entre la distance de l'axe du cône d'ombre au centre de la Terre et le rayon équatorial de la Terre (6 378,137 km), lorsque l'éclipse est maximale. Le signe du gamma décrit la position du cône par rapport au centre terrestre : s'il est positif, il passe au nord ; s'il est négatif, il passe au sud.

## Caractéristiques
La valeur absolue du gamma permet de distinguer les différentes sortes d'éclipses solaires :
- Si le gamma est plus petit que 0,9972, l'éclipse est centrale. L'axe du cône d'ombre frappe directement la Terre et il existe des endroits à la surface de celle-ci où le centre de la Lune apparait aligné avec le centre du Soleil. L'événement est une éclipse totale ou annulaire centrale.
- Entre 0,9972 et 1,0260, l'axe du cône rate la Terre. Cependant, l'ombre peut dans certains cas être perçue depuis les régions polaires. L'événement est alors une éclipse centrale ou annulaire non-centrale.
- Entre 0,9972 et environ 1,55, si la condition précédente n'est pas remplie, la Terre ne traverse que la pénombre de la Lune. L'événement est une éclipse partielle.

La limite de 0,9972 pour une éclipse centrale provient de la forme de la Terre, oblongue, où le rayon polaire est plus petit que le rayon équatorial.